# Église protestante de Wimmenau
L'église protestante de Wimmenau est un monument historique situé à Wimmenau, dans le département français du Bas-Rhin.

## Localisation
Ce bâtiment est situé kirchmatt à Wimmenau.

## Historique
Église Saint-André actuellement église protestante. La tour-chœur daterait du XIIe siècle, et aurait été dotée d'une voûte d'ogives au XVe siècle. La nef, reconstruite après 1681, fut agrandie en 1878. Les fenêtres ogivales auraient été percées lors des travaux de 1878. La nef fut agrandie en 1878, rallongée vers l'ouest et rehaussée.
L'édifice a fait l'objet d'une inscription sur l'Inventaire supplémentaire des monuments historiques par arrêté du 18 octobre 1995.

## Architecture

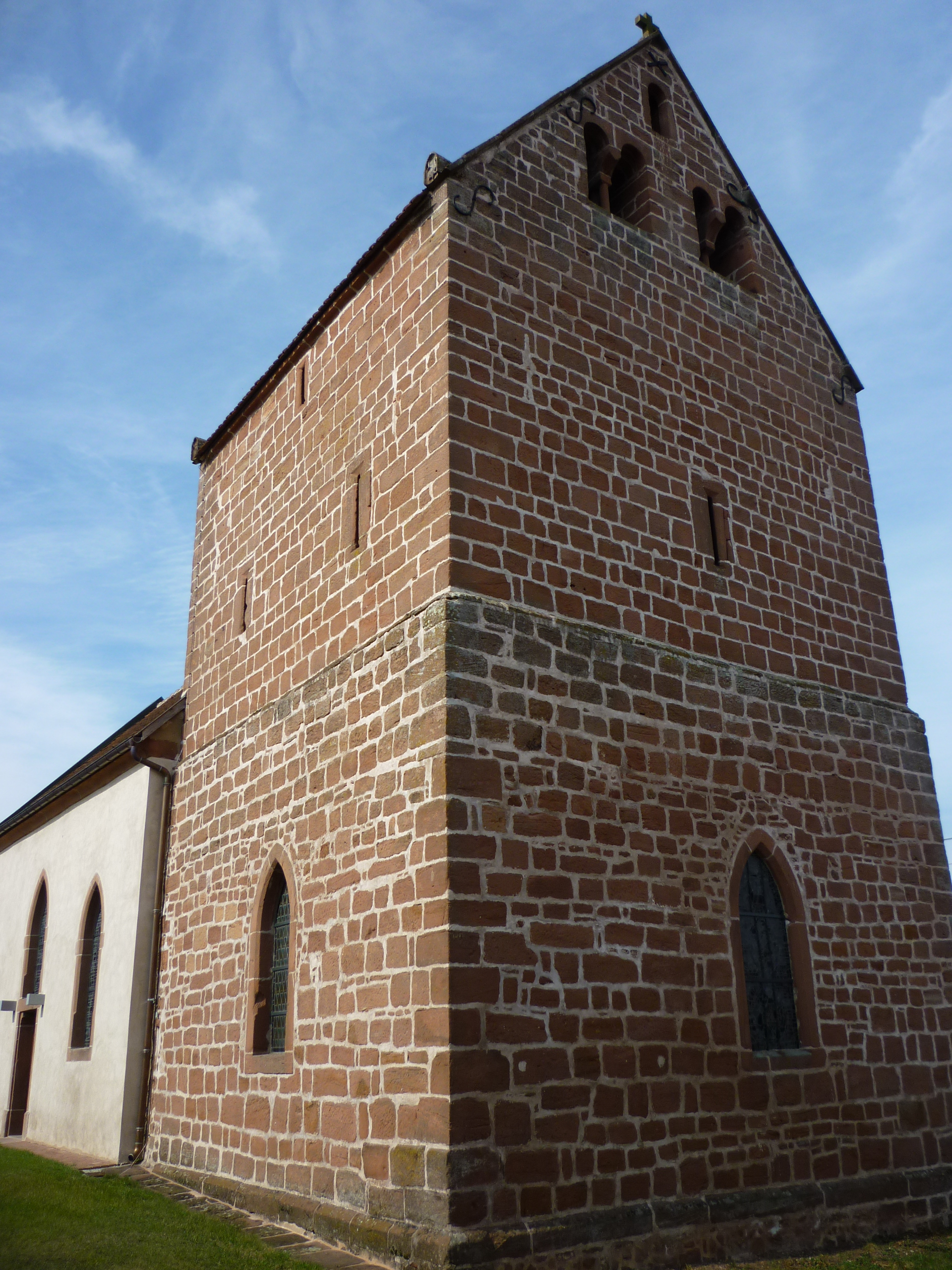
Église protestante.
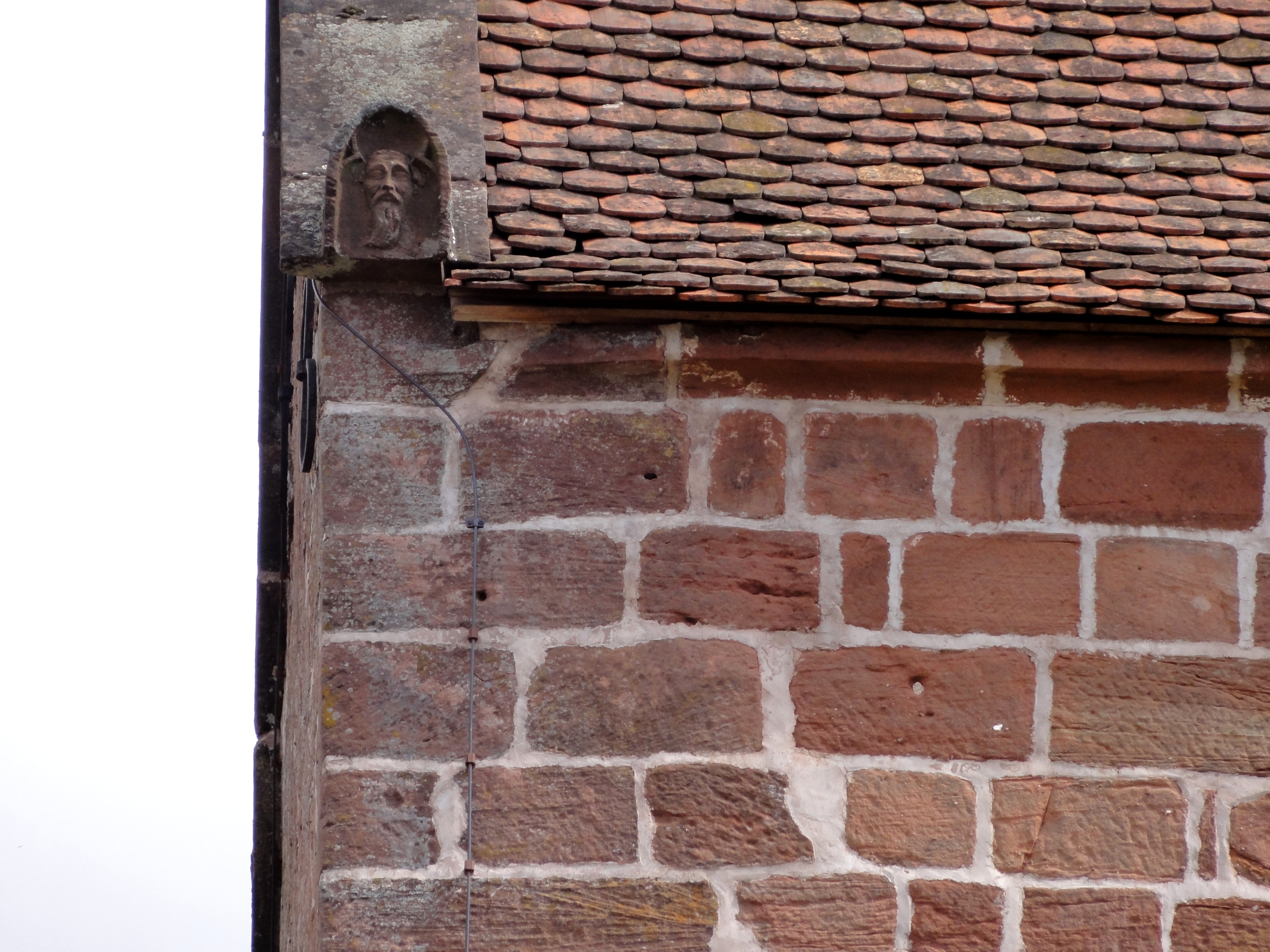
Détail.

Siècles de la campagne principale de construction : XIIe et XIIIe siècles ; XVIIe siècle ; XIXe siècle.
- Mobilier de l'église Saint-André[3] :

* Chaire pastorale.
* Calice protestant.
* Orgue de 1962.
Presbytère protestant de 1811 - 1954.